# عسكري (أخند)
عسکري (بالفارسية: عسکری) هي قرية تقع في إيران في قسم أخند الريفي. يقدر عدد سكانها بـ 907 نسمة بحسب إحصاء 2016.